# Camaroptera brachyura
La camaróptera baladora (Camaroptera brachyura) es una especie de ave paseriforme de la familia Cisticolidae propia del África subsahariana.

## Descripción
Mide unos 11 cm de largo. Sus partes superiores son de color verde, salvo la cabeza que es gris. Sus alas son verde oliva y las partes inferiores son de color gris blancuzco. Ambos sexos son similares, pero los juveniles posee un color amarillo más apagado en el pecho.
Al igual que la mayoría de los miembros de este grupo, esta especie es insectívora.

## Taxonomía
La camaróptera baladora fue descripta por el ornitólogo francés Louis Jean Pierre Vieillot en 1821 quien la denominó Sylvia brachyura. La localidad tipo es el Cabo de Buena Esperanza. Su designación específica brachyura deriva del vocablo griego brakhus  "corto" y -ouros  "-cola". Posteriormente fue trasladada al género Camaroptera.
Existen cinco subespecies reconocidas:
- C. b. pileata Reichenow, 1891 – sureste de Kenia al sureste de Tanzania
- C. b. fugglescouchmani Moreau, 1939 – noreste de Zambia, norte de Malawi y este de Tanzania
- C. b. bororensis Gunning & Roberts, 1911 – sur de Tanzania, sur de Malawi y norte de Mozambique
- C. b. constans Clancey, 1952 – sureste de Zimbabue, sur de Mozambique y noreste de Sudáfrica
- C. b. brachyura (Vieillot, 1821) – sur y sureste de Sudáfrica

## Distribución y hábitat
Es un pájaro sedentario del África subsahariana. 
Su hábitat natural son las zonas de vegetación abundante donde suele deambulan por los estratos bajos de la cubierta. Construye una cápsula entretejiendo hojas de grandes proporciones dentro de la cual construye un nido con pastos, Su puesta consiste de dos a tres huevos.